# L'Anglais tel que Max le parle
 (janvier 2023).
Si vous disposez d'ouvrages ou d'articles de référence ou si vous connaissez des sites web de qualité traitant du thème abordé ici, merci de compléter l'article en donnant les références utiles à sa vérifiabilité et en les liant à la section « Notes et références ».
Pour plus de détails, voir Fiche technique et Distribution.
L'anglais tel que Max le parle est un film français réalisé par Max Linder, sorti en 1914.

## Synopsis
Max est sur le quai d'une gare. Il rentre dans un compartiment du train et s'assoie à côté d'une jolie jeune femme. Il s'intéresse à elle et tente de lui parler. Celle-ci est anglaise et ne parle pas le français ainsi que Max ne parle pas l'anglais. Il lui offre une cigarette mais elle refuse par geste. Max décide de communiquer par dessins interposés. Il lui demande où elle se rend ; elle lui dessine la tour Eiffel. Max cherche à la séduire et dessine à son tour un bouquet de fleurs qu'elle épingle sur son chemisier. Enhardit, max dessine un cœur. En retour, elle dessine un arrosoir déversant de l'eau sur son cœur. Max insiste et confectionne un cœur en papier qu'il pose sur sa poitrine pour l'offrir aussitôt à la jeune fille. Quand celle-ci se prépare à le déchirer, Max insiste pour qu'elle le garde. Elle plie le papier et le met dans son corsage. Il tente de l'embrasser mais elle s'esquive .

Le train arrive à destination. Ils en descendent ensemble et Max apprend qu'elle est employée dans un magasin à côté de la tour Eiffel. Il lui propose de lui rendre visite un peu plus tard. Elle répond par une mimique qui ne veut dire ni oui ni non. Ils se séparent.

Quelques jours plus tard, Max se rend à la tour. Il la retrouve dans le magasin de vente de salle de bains où elle travaille. Il lui fait la surprise, elle est heureuse de le voir. Il lui explique qu'il a appris l'anglais entre-temps et lui dit : « I love you ». Au moment où ils vont s'embrasser, un homme s'apprête à rentrer dans le magasin ; aussitôt la jeune fille pousse Max dans une douche derrière un rideau. Le client veut acheter une baignoire et la douche où Max s'est caché. La jeune fille lui déconseille d'acheter la douche. Le patron du magasin entre et congédie la jeune fille. Le patron ouvre le robinet de la douche pour faire une démonstration. Max sort de la douche, trempé.

## Fiche technique
- Titre : L'anglais tel que Max le parle
- Titre en anglais: Max Speaks English
- Réalisation : Max Linder
- Scénario : Max Linder
- Photographie :
- Pays d'origine :  France
- Langue : film muet
- Format : noir et blanc
- Genre  : Comédie
- Durée  : 10 minutes
- Date de sortie :

## Distribution
- Max Linder
- Cécile Guyon

## À noter
- À sept minutes et quinze secondes du film, juste après l'intertitre « Quelques jours plus tard », Max se trouve face à la Tour Eiffel et à sa droite la Grande Roue de Paris. Cette grande roue de 100 mètres de haut fut construite à l'occasion de l’Exposition universelle en 1900. Max souligne les deux ouvrages avec sa canne comme des fiertés nationales.
- La Grande Roue de Paris a été démontée  en 1920. C’était la plus haute grande roue du monde jusqu’en 1989, lorsque la Cosmo Clock 21 a été construite à Yokohama, au Japon, qui mesurait 107,5 mètres de haut[2].